# San Giustino (Italia)
San Giustino (Šan Giuštino in dialetto altotiberino) è un comune italiano di 11 044 abitanti della provincia di Perugia in Umbria.
Situato nell'alta Valle del Tevere, il paese di San Giustino, insieme alla contigua città toscana di Sansepolcro, costituisce un unico agglomerato di circa 26 000 abitanti. Seppure oggi appartenenti a regioni e province diverse, esse sono, fin dall'antichità, legate da un doppio filo di continuità territoriale e demografica.

## Geografia fisica

### Clima
- Classificazione climatica: zona E, 2132 GR/G

## Storia
San Giustino, le cui prime tracce possono essere già ritrovate grazie a notizie giunte dall'archivio aretino sui resti di una grande pieve del VII secolo, è stata fondata dal martire cristiano Giustino (ucciso a Pieve de' Saddi, nel comune di Pietralunga), a cui deve il nome sia l'intero comune sia la grande chiesa arcipretale posta al centro della città, al cui interno è custodita una cripta paleocristiana eretta utilizzando materiale proveniente da Colle Plinio, località comunale in cui è localizzata quella che è comunemente riconosciuta come la Villa in Tuscis di Plinio il Giovane, spesso menzionata nelle lettere che lo stesso inviava allo zio Plinio il Vecchio .
Fu feudo dei Dotti di San Sepolcro e, dalla fine del sec. XV, dei Bufalini; fu poi soggetto a Città di Castello, a Perugia e ai Vitelli. Divenne definitivamente possedimento della Chiesa nel sec. XVI.
La frazione di Cospaia corrisponde a un microstato esistito tra il 1441 e il 1826 con il nome di Repubblica di Cospaia.

### Simboli
Lo stemma e il gonfalone del comune sono stati concessi con decreto del presidente della Repubblica del 29 agosto 2014.
Il gonfalone è un drappo di giallo.

## Monumenti e luoghi d'interesse
- Il Castello Bufalini è il monumento più importante, considerato quasi il simbolo stesso della città: di origine medievale, nel 1487 fu ceduto dalla comunità di Città di Castello a Niccolò di Manno Bufalini, della ricca famiglia tifernate, che negli anni trenta del XVII secolo lo ristrutturò e lo decorò.
- La chiesa arcipretale di San Giustino si erge al centro della città; ad essa fanno capo tutte le altre chiese appartenenti al vicariato nord di San Giustino, della diocesi di Città di Castello. La chiesa, di aspetto moderno, conserva però l'antica cripta a croce greca absidata, sostenuta da pilastri e da colonne antiche di marmo africano infisse capovolte nel suolo, forse provenienti dalla Villa romana di Colle Plinio[8].
- La chiesa del Santissimo Crocifisso, eretta alla fine del XVII secolo grazie al cardinale Giovanni Ottavio Bufalini, allora arcivescovo di Ancona, prende il nome dal pregevole crocifisso ligneo della fine del XVI secolo, tuttora molto venerato[9]. In chiesa vi è conservata anche una Madonna del Carmine coi santi Giuseppe, Elia e Giovannino attribuita a Francesco Cungi e databile all'inizio degli anni novanta del Cinquecento.[10]
- Chiesa di Santa Maria a Lama, nella quale è una Circoncisione attribuita a Francesco Cungi e databile agli inizi del XVII secolo.[11]
- La villa Magherini Graziani, nella frazione di Celalba, fu voluta nei primi anni del 1600 da Carlo Graziani di Sansepolcro, che ne affidò il progetto all’architetto Antonio Cantagallina[12]. In essa è stato allestito il Museo della Villa di Plinio in Tuscis. Il museo ospita i reperti rinvenuti nello scavo archeologico della villa di Plinio il Giovane, ma anche approfondimenti sull'economia, sul commercio e sull'agricoltura nel periodo romano.
- Il borgo di Cospaia, sede fino ai primi del secolo XIX della repubblica di Cospaia.
- Il Parco Comunale Roccolo.

## Società

### Evoluzione demografica
Abitanti censiti

### Lingue e dialetti
Oltre alla lingua italiana, vi si parla un dialetto di tipo alto-tiberino, è riconducibile a quello di Città di Castello, ossia al tifernate, malgrado la maggiore vicinanza a Sansepolcro: ciò è dovuto a ragioni storiche, in quanto San Giustino ha fatto parte per secoli del comune di Città di Castello, costituendone una "testa di ponte" verso la Toscana, all'interno dello Stato Pontificio, mentre Sansepolcro era territorio del Granducato di Toscana, per via dell'assegnazione a quest'ultimo dopo la battaglia di Anghiari.  La ragione di una tale marcata differenziazione è da ricondurre alle vicende storiche che hanno riguardato la Valtiberina: a seguito della Battaglia di Anghiari, presso Sansepolcro, venne tracciato il confine tuttora esistente tra Toscana ed Umbria, per cui ciò ha influito sulle successive vicende linguistiche. Non è pertanto escluso che anche a Sansepolcro ed aree limitrofe dovette essere vitale, prima di tale evento, una pronuncia non difforme da quella tifernate, per via di un comune substrato umbro e gallico, ma l'assetto sarebbe poi stato irrimediabilmente stravolto da massicci afflussi di persone dalle aree casentinesi (e dunque aretine) che hanno riguardato il tratto toscano della Valtiberina. Per secoli dunque si sono avuti scambi culturali esclusivamente con l'area tifernate, e ciò si riflette tuttora sulla parlata, nella quale manca qualsiasi apporto di matrice toscano-aretina, mentre si rinvengono tutte le caratteristiche di transizione con il romagnolo proprie del castellano, come la pronuncia sibilante della "s", della "z" e della "c" (ad es. la frazione "Selci" è pronunciata come Šèlči) o la lenizione delle consonanti: tali fenomeni sono più evidenti nelle aree più prossime a Città di Castello, come Selci Lama, mentre nel centro storico, per via della maggiore vicinanza alla Toscana, risultano fortemente indeboliti, se non addirittura completamente regrediti presso le generazioni più giovani. In tale ultima area anche la cadenza risulta maggiormente influenzata dal biturgense, ed sono inoltre già avvertibile l'affricazione post nasale (pènzo per "penso"), nonché la resa toscana della "c" e della "g", seppur non così intensa come oltreconfine (disciamo per "diciamo", sgiornata per "giornata"): entrambi i fenomeni sono invece meno evidenti a Selci Lama, dove la parlata è più conservativa e dunque di stampo più schiettamente tifernate.
Inoltre, mentre a Sansepolcro la pronuncia delle vocali risulta quasi del tutto coincidente con quella toscana (ed anche italiana standard), a San Giustino vige l'isocronismo sillabico, per cui tutte le vocali in sillaba complicata, cioè terminante per consonante, si pronunciano aperte (strèt-to, mès-so, ròt-to, còr-so), e tutte quelle in sillaba libera, cioè terminante per vocale, si pronunciano chiuse (bé-ne, sé-dia, có-sa, stó-ria): tale tipo di pronuncia deve aver avuto Città di Castello come centro di irradiazione, e si è diffusa in tutti i centri limitrofi storicamente legati ad essa, come appunto San Giustino, ma anche Citerna, Monte Santa Maria Tiberina ed in parte Monterchi. Le ragioni di una così marcata differenziazione di pronuncia nel giro di pochissimi chilometri costituiscono un'ulteriore controprova delle differenti vicende storiche dei due centri, i quali forse dovettero subire nel corso dei secoli massicci afflussi di popolazioni linguisticamente distinte (aretine Sansepolcro e tifernati San Giustino).

## Cultura

### Eventi
- 1º giugno - San Giustino Martire, Festa del Patrono. Infiorata lungo le vie antiche del centro storico.
- Corpus Domini - Infiorata nel centro storico.
- Fiere di Melisciano - Prima settimana di giugno.
- Repubblica di Cospaia - Rievocazione storica - Ultimo weekend di giugno.
- Lupi e Bufali in festa - Ultimo weekend di giugno. Festa fra le due parti del paese (di sopra e di sotto)
- Gara di Kart - Senza data fissa,  gara nazionale di kart.
- 1º maggio - Festa dei lavoratori presso il Parco Comunale Roccolo
- 18 ottobre - Festa delle castagne di Corposano
- Artisti al Parco (Festival degli Artisti di Strada) - secondo week end di agosto presso il Parco Roccolo
- Monsters of Roccolo (Festival Metal) - primo week end di settembre presso il Parco Roccolo
- Roccolo Hills 90210 (Festa anni '90) - primo sabato di luglio presso il Parco Roccolo
- Festa della Ranocchia - luglio a Selci Umbro
- Sagra Mondiale della Gota - giugno a Lama
- Festival di Musica e Folklore - luglio a Lama
- Rassegna delle bande in Valtiberina- 3ª settimana di giugno a Selci Umbro
- Rassegna teatro popolare- gennaio-marzo, Sala Teatro Filarmonica a Selci Umbro
- Takefive - Rassegna musica Jazz - La domenica pomeriggio mesi di novembre - dicembre, Sala Teatro Filarmonica a Selci Umbro

#### Stampa
- Pagine altotiberine, periodico sulla storia dell'alta Valtiberina

## Economia
Patria dei marchesi Bufalini, San Giustino si è espansa, favorita dal flusso migratorio proveniente dai comuni limitrofi, soprattutto da Sansepolcro. Grazie anche allo sviluppo industriale, è divenuta sede di fabbriche, come la Arrow (produzione di impianti di scarico), è sede anche della Nardi, storica azienda divenuta uno dei più grandi gruppi mondiali nella produzione di attrezzature per l'agricoltura.
Grazie alla sua posizione, che ne fa il punto di raccordo fra tre regioni quali l'Umbria, la Toscana e le Marche, San Giustino intrattiene rapporti commerciali con quasi tutte le regioni centrali beneficiando, dal punto di vista economico, di fattori quali lo sviluppo demografico, quello industriale, e soprattutto turistico, grazie anche alla vicinanza di centri quali Perugia, Assisi, Arezzo, Firenze e Urbino.

## Infrastrutture e trasporti
Posta all'estremità nord dell'alta valle del Tevere, San Giustino, si trova lungo la strada SS3bis/E45, di cui è collegata con le uscite di "San Giustino", "Selci Lama" e "Base Logistica Alto Tevere" (quest'ultima in comune con Città di Castello).
La SS3bis/E45, collega Orte e Ravenna, passando per appunto lungo tutta l'Umbria, toccando anche la Toscana e infine l'Emilia-Romagna.
Nel territorio comunale, in località Parnaciano ha uno dei due sbocchi anche la Galleria della Guinza, facente parte del tracciato previsto per la futura Superstrada E78.
Da menzionare anche il passaggio nel territorio comunale, con due fermate (San Giustino e Selci Lama), della Ferrovia Centrale Umbra (FCU) che collega Terni e Perugia con Sansepolcro.

## Sport
Il paese ha due squadre di calcio: l'Unione Sportiva San Giustino; la prima squadra di San Giustino, fondata nel 1974, milita nel Campionato Provinciale di Seconda Categoria Umbra Girone A, mentre la Virtus San Giustino S.s.d., fondata nel 2000, milita nel Campionato Regionale di Promozione Umbra Girone A
Lo stadio comunale è situato in via Olimpia ed è gestito in concessione dalla Virtus Sangiustino ssd Lo stadio ha beneficiato negli anni di un importante restyling diventando un'area sportiva tra le più attrezzate della provincia a livello dilettantistico. L'attività svolta in maniera preminente riguarda il settore giovanile della Virtus Sangiustino, che nella stagione agonistica 2018/2019 vanta oltre 200 iscritti..
Nel 2010 San Giustino è divenuta sede della Società Sportiva RPA Luigi Bacchi.it di pallavolo maschile, militante nel campionato nazionale di A1 e proveniente da Perugia, che ha scelto la città e il relativo palasport, a cui è stato dato il nome di PalaKemon, come sede della società e della squadra. Nel luglio 2012 i diritti sportivi dell'Umbria Volley vengono acquisiti dalla società Altotevere Volley, militante sempre nel campionato nazionale di Serie A1 maschile. Il settore giovanile è composto da oltre 140 tra ragazzi e ragazze che militano dal campionato di seconda divisione femminile a scendere fino alla palla rilanciata. Il 4 maggio 2013 la società comunica che per problemi economici non si iscriverà al campionato di A1 2013-2014.
Basata a San Giustino è la società Tennis Tavolo Club Edera "Amicis" San Giustino, che nel corso della sua storia ha anche militato nella massima categoria nazionale italiana in A1. Oggi prende parte ai due campionati nazionale C1 maschile e B femminile e alle altre categorie regionali. Allenamenti e incontri in casa si tengono presso il Centro Sportivo "Peter Pan". Da alcuni anni, la società è cresciuta anche fuori regione, stabilendo una succursale nella confinante città toscana di Sansepolcro.

## Amministrazione
| Periodo        | Periodo        | Primo cittadino  | Partito                                                       | Carica  | Note   |
| -------------- | -------------- | ---------------- | ------------------------------------------------------------- | ------- | ------ |
| 5 agosto 1985  | 8 luglio 1990  | Fausto Del Bene  | Partito Comunista Italiano                                    | Sindaco | [ 14 ] |
| 15 luglio 1990 | 23 aprile 1995 | Marco Savelli    | Partito Comunista Italiano Partito Democratico della Sinistra | Sindaco | [ 14 ] |
| 24 aprile 1995 | 13 giugno 1999 | Daniela Frullani | Centro-sinistra                                               | Sindaco | [ 14 ] |
| 14 giugno 1999 | 13 giugno 2004 | Daniela Frullani | Centro-sinistra                                               | Sindaco | [ 14 ] |
| 14 giugno 2004 | 7 giugno 2009  | Fabio Buschi     | Centro-sinistra                                               | Sindaco | [ 14 ] |
| 8 giugno 2009  | 25 maggio 2014 | Fabio Buschi     | Centro-sinistra                                               | Sindaco | [ 14 ] |
| 26 maggio 2014 | 26 maggio 2019 | Paolo Fratini    | San Giustino domani                                           | Sindaco | [ 14 ] |
| 27 maggio 2019 | 9 giugno 2024  | Paolo Fratini    | San Giustino domani                                           | Sindaco | [ 14 ] |
| 10 giugno 2024 | in carica      | Stefano Veschi   | San Giustino partecipa                                        | Sindaco | [ 14 ] |

### Gemellaggi
- Prudnik, dal 2000